# Wolfgang Maennig
Wolfgang Maennig (* 12. Februar 1960 in West-Berlin) wurde 1988 Olympiasieger im Rudern. Er ist heute Professor für Wirtschaftswissenschaften und Aufsichtsratsvorsitzender der Eckert & Ziegler Strahlen- und Medizintechnik AG.

## Leben
Wolfgang Maennig ruderte für den Berliner RK Brandenburgia. 1981, 1983, 1984 und 1988 wurde er Deutscher Meister im Vierer mit Steuermann sowie 1987 und 1988 im Achter. Bei den Ruder-Weltmeisterschaften 1983 belegte er mit dem Vierer den vierten Platz. Ein Jahr später wurde er Sechster bei den Olympischen Spielen in Los Angeles. Als Trainer Ralf Holtmeyer 1987 den Deutschland-Achter neu formierte, war Maennig bei den Weltmeisterschaften Ersatzmann für den Achter. Im Jahr darauf saß Maennig im Deutschland-Achter. Wurde der Achter 1987 noch Sechster bei den Weltmeisterschaften, gewann der gegenüber 1987 an drei Positionen umbesetzte Achter 1988 bei den Olympischen Spielen in Seoul Gold in der Besetzung Wolfgang Maennig, Thomas Möllenkamp, Matthias Mellinghaus, Eckhard Schultz, Ansgar Wessling, Armin Eichholz, Thomas Domian, Schlagmann Bahne Rabe und Steuermann Manfred Klein und erhielt dafür – zusammen mit der Achtermannschaft – das Silberne Lorbeerblatt.
Bereits während seiner Karriere hatte der Diplom-Volkswirt an der Technischen Universität Berlin promoviert, so dass er eine Duale Karriere vorweisen kann. Nach seiner Habilitation war er Professor an der ESCP Europe Wirtschaftshochschule Berlin, von dort wechselte er nach Hamburg. Maennig ist Professor für Wirtschaftspolitik an der Universität Hamburg. Er war ferner Gastprofessor an der UC Berkeley, am MIT, an der American University in Dubai, an den Universitäten Stellenbosch (Südafrika) und Istanbul, an der Wirtschaftsuniversität Bratislava sowie an der Federal University Rio de Janeiro. Von 2003 bis 2005 war er Dekan des Fachbereichs Wirtschaftswissenschaften der Universität Hamburg. Wolfgang Maennig ist weiterhin Dozent an der IREBS Immobilienakademie in Eltville (Rheingau).
Seine Forschungsschwerpunkte sind:
- Nationale und internationale Wirtschaftspolitik
- Verkehrswissenschaften und Immobilienökonomik
- Sportökonomik

Er verfasste ein Lehrbuch zur Theorie und Politik der Außenwirtschaft (zusammen mit Bernd Wilfling) und ist Autor zahlreicher Beiträge in wissenschaftlichen Zeitschriften. Für die Olympiabewerbungen Berlin 2000, Leipzig 2012 verfasste er für die Bewerbungsgesellschaften Gutachten zur Finanzierbarkeit der Olympischen Spiele. Für München 2018 erstellte er zunächst ein Gutachten über die Bewerbungsausgaben, sodann eines über die Finanzierung der Olympischen Spiele.
Nebenbei ist Maennig ehrenamtlich auch im Bereich des Sports tätig. Von 1989 bis 1993 war er als Gründungsmitglied in der Anti-Doping-Kommission des Deutschen Sportbundes. Von 1995 bis 2001 war er Vorsitzender des Deutschen Ruderverbandes. Als Vorsitzender war Maennig allerdings aufgrund zahlreicher interner Diskussionen umstritten. Für seine Verdienste um die olympische Bewegung wurde Maennig 2000 mit dem Olympischen Orden geehrt.
Wolfgang Maenning hat sich ausführlich mit dem Bilbao-Effekt im Fußball-WM-Ausrichterland Südafrika beschäftigt.